# Ramblin' Records
Ramblin' Records var ett svenskt skivbolag, verksamt i Lund och Malmö runt perioden 1998–2003. Det startades av Mårten Sandén och Peter Holmström. Bolaget gav ut svensk musik i alt-countrygenren. Skivorna distribuerades av MNW. Alimony, EP's Trailer Park, Deeptone (med medlemmar från The Creeps och Daffodils, Ben (senare Rusty Flores), Great 78 (med bland andra Magnus Tingsek) och Jake & The Spitfires hörde till artisterna. Ramblin' Records vann Nöjesguidens Malmöpris för musik 1999.